# Thelyconychia marconychia
Thelyconychia marconychia là một loài ruồi trong họ Tachinidae.